# Caranx
Caranx hay còn gọi là chi cá sòng hay chi cá hiếu là một chi cá nhiệt đới trong họ Cá khế. Nhiều loài cá trong chi này là loài có giá trị kinh tế, là nguyên liệu để chế biến các món ẩm thực, bên cạnh đó, nhiều loài cá còn là đối tượng của môn câu cá thể thao, đặc biệt là ở Mỹ. Chúng còn được biết đến với tên gọi Trevally, còn được gọi là jack hoặc kingfish. Có khoảng hơn một tá loài cá thuộc chi này, được phát hiện trong khắp các đại dương của thế giới. Trevally là cá cổ và những mẫu hóa thạch ban đầu của giống này có từ 30 triệu năm trước.

## Đặc điểm
Thông thường, các loài Caranx sống ở những vùng nước biển nhiệt đới và cận nhiệt đới, mặc dù chúng được phát hiện cả ở gần bờ và ở ngoài khơi. Các loài cá này có nhiều ở Ấn Độ dương và Thái bình dương. Theo một số tổ chức đánh cá bền vững, cá khế sinh sản rất nhanh, duy trì tốt số lượng ngay cả trong các vùng đánh cá phát triển. Tuy nhiên, một số chuyên gia cảnh báo việc ăn những loài cá thuộc giống này, vì chúng thường được phát hiện có chứa chất độc ciguatera có hại cho cơ thể con người.
Trevally thay đổi màu sắc từ vàng sáng tới xanh bạc tới gần như đen. Một số loài có tiếng sống lâu, tồn tại hơn 40 năm trong tự nhiên. Chúng có thể điều chỉnh để phù hợp với nhiều điều kiện môi trường khác nhau trong đại dương của chúng; một số thích rạn san hô và gần các cửa sông cạnh bờ biển, trong khi một số loài lớn hơn sống ở khơi. Hầu như tất cả các loài của trevally là cá săn mồi, thường là các loài cá nhỏ hơn và giáp xác. Chúng cũng là mồi của những loài cá lớn hơn như cá mập.
Cá khế chấm vàng, nổ tiếng với màu vàng của nó với những vạch đen hoặc nâu sẫm, khi còn là cá con thường bị bán nhầm để làm cá cảnh. Tuy nhiên, loài sinh vật này rất lớn khi trưởng thành, vượt quá kích cỡ của một bể nuôi cá cảnh ở nhà. Khi trưởng thành, chúng mất những đặc điểm màu sắc nhiệt đới, trở thành màu trắng bạc với những vạch đen. Sống gần bề mặt, cá tự nhiên của loài này sẽ theo sau những kẻ săn mồi lớn hơn, như cá mập, cá mú, hoặc thợ lặn, với hy vọng tìm thức ăn.

## Các loài
- Caranx bucculentus Alleyne & W. J. Macleay, 1877
- Caranx caballus Günther, 1868
- Caranx caninus Günther, 1867
- Caranx crysos (Mitchill, 1815)
- Caranx fischeri Smith-Vaniz & K. E. Carpenter, 2007
- Caranx heberi (J. W. Bennett, 1830)
- Caranx hippos (Linnaeus, 1766)
- Caranx ignobilis (Forsskål, 1775): Cá khế vây vàng[2], cá vẫu[3], cá háo[4]
- Caranx latus Agassiz, 1831
- Caranx lugubris Poey, 1860
- Caranx melampygus G. Cuvier, 1833
- Caranx papuensis Alleyne & W. J. Macleay, 1877
- Caranx rhonchus É. Geoffroy Saint-Hilaire, 1817
- Caranx ruber (Bloch, 1793)
- Caranx senegallus G. Cuvier, 1833
- Caranx sexfasciatus Quoy & Gaimard, 1825: Cá khế sáu sọc, cá háo sáu sọc[2]
- Caranx tille G. Cuvier, 1833
- Caranx vinctus D. S. Jordan & C. H. Gilbert, 1882

## Tiến hóa
- Caranx annectens Stinton, 1980[5]
- Caranx carangopsis Steindachner, 1859[6]
- Caranx daniltshenkoi Bannikov, 1990 Cenozoic[7]
- Caranx exilis Rueckert-Uelkuemen, 1995 Cenozoic[8]
- Caranx extenuatus Stinton, 1980 Eocene, England[5]
- Caranx gigas Rueckert-Uelkuemen, 1995 Cenozoic[8]
- Caranx gracilis Kramberger, 1882[9]
- Caranx hagni Rueckert-Uelkuemen, 1995 Cenozoic[8]
- Caranx macoveii Pauca, 1929[9]
- Caranx petrodavae Simionescu, 1905[9]
- Caranx praelatus Stinton, 1980[5]
- Caranx primaevus Eastman, 1904[10]
- Caranx quietus Bannikov, 1990[7]